# Mollisia teucrii
Mollisia teucrii är en svampart som först beskrevs av Karl Wilhelm Gottlieb Leopold Fuckel, och fick sitt nu gällande namn av Rehm 1891. Mollisia teucrii ingår i släktet Mollisia och familjen Dermateaceae.   Inga underarter finns listade i Catalogue of Life.